# Margaret McFarland
Margaret Beall McFarland (Oakdale, 3 de julho de 1905 – South Fayette Township, 12 de setembro de 1988) foi uma psicóloga infantil estadunidense e consultora do programa de televisão Mister Rogers' Neighborhood. Ela foi co-fundadora e diretora do Arsenal Family and Children's Center em Pittsburgh, e grande parte de seu trabalho se concentrou no significado das interações entre mães e filhos. Fred Rogers se referiu a McFarland como sua principal influência profissional.
Formada pelo Goucher College e pela Universidade Columbia, McFarland lecionou e conduziu pesquisas com crianças nos Estados Unidos e na Austrália. Após obter um doutorado em desenvolvimento infantil, lecionou no Mount Holyoke College, em Massachusetts, antes de retornar a Pittsburgh. Em 1953, com o pediatra Benjamin Spock e o psicólogo Erik Erikson, cofundou o Arsenal Center como uma creche e centro de aconselhamento para crianças e suas famílias. Profissionais de diversas áreas vinham ao centro para aprender sobre desenvolvimento infantil. McFarland permaneceu como diretora do centro até 1971. McFarland e Spock também criaram um departamento de desenvolvimento infantil na Faculdade de Medicina da Universidade de Pittsburgh.
McFarland conheceu Fred Rogers na década de 1950, quando concordou em supervisionar seu trabalho com uma criança em um curso de aconselhamento no seminário. Tornou-se consultora de desenvolvimento infantil no Mister Rogers' Neighborhood em 1965. Ela se reunia com Rogers quase semanalmente e revisava o conteúdo e a redação de seus roteiros. Ela frequentemente influenciava a apresentação do material do programa, e McFarland e Rogers continuaram a se encontrar até a morte dela, vítima de mielofibrose, aos 83 anos.

## Primeiros anos
McFarland, a caçula de três filhas, nasceu de Robert e Gertrude (Messer) McFarland em 3 de julho de 1905, em Oakdale, Pensilvânia, um subúrbio de Pittsburgh. Ela tinha ascendência escocesa e franco-alemã. McFarland disse que adorava o pai, mas sabia que sua irmã, a filha do meio, chamada Mary, era sua filha favorita. Seu pai morreu quando ela tinha cinco anos. McFarland permaneceu solteira e sem filhos durante toda a vida, e atribuiu isso à morte do pai. "E todas as fases subsequentes do que significa ser amada por um homem e amar um homem foram perdidas para mim. Eu queria uma espécie de paternidade", disse ela.
Embora seu relacionamento com o pai a tenha deixado insatisfeita, McFarland descreveu sua mãe como "instintivamente dedicada à maternidade... Ela me deu a sensação de que o bebê ou a criança pequena têm grande valor". Embora tenha se interessado pelo desenvolvimento infantil por meio de empregos como babá, ela disse que o exemplo amoroso de sua mãe moldou significativamente seu caminho para trabalhar com crianças como carreira. "No final, eu realmente queria ser como minha mãe", disse ela. McFarland frequentou o Goucher College, concluindo a graduação em 1927.

## Carreira

### Academia e Arsenal Center
Depois que McFarland obteve seu mestrado na Universidade de Columbia em 1928, ela passou alguns anos ensinando e conduzindo pesquisas sobre personalidade na Winchester Thurston School em Pittsburgh e na Hubbard Woods Nursery School em Winnetka, Illinois. Quando McFarland lecionou em Hubbard Woods, ela trabalhou com crianças matriculadas em um estudo de Rose Haas Alschuler e La Berta Weiss Hattwick que resultou em sua publicação conhecida como Painting and personality: A study of young children.

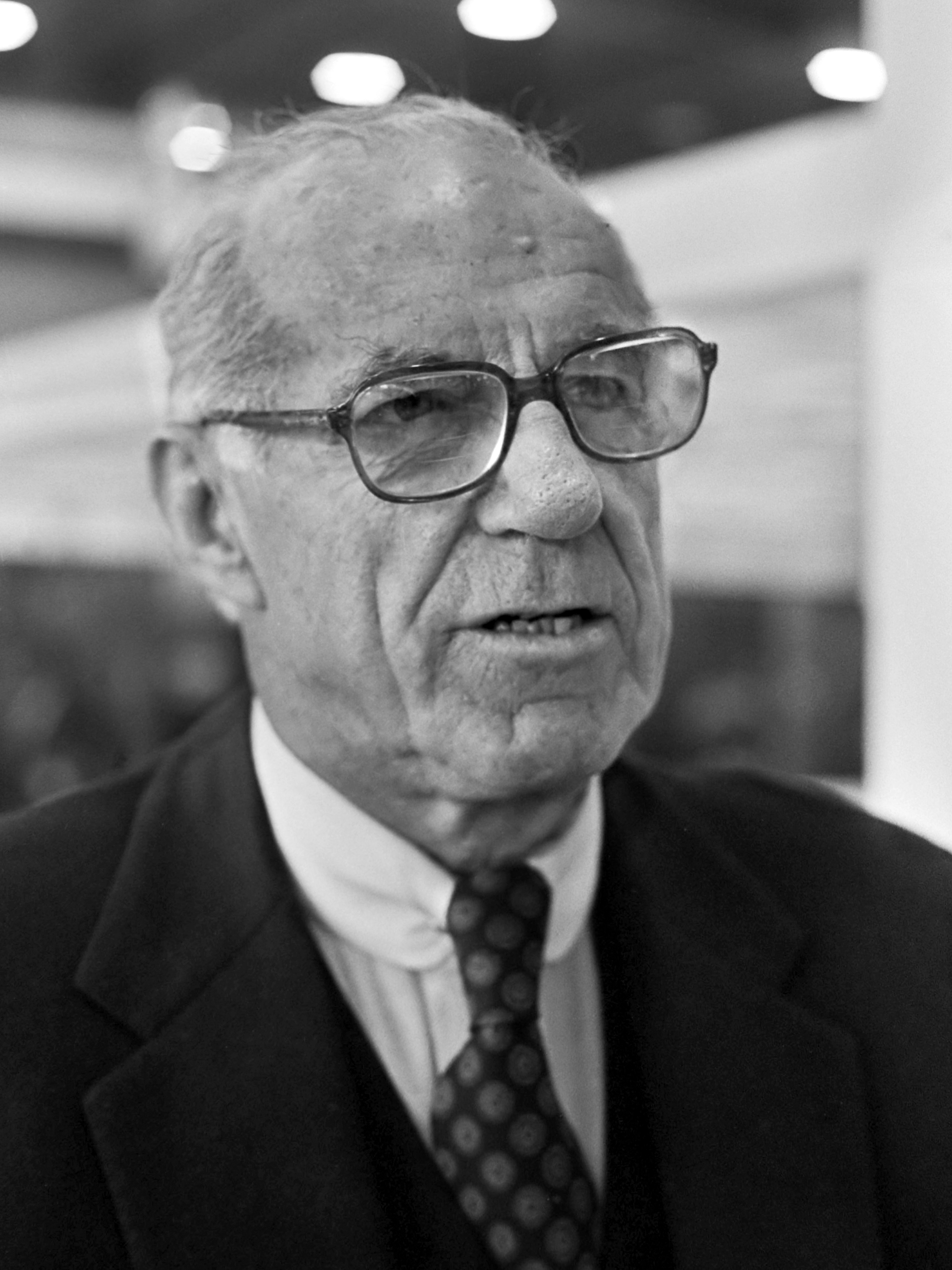
O pediatra Benjamin Spock (foto, 1976) foi um dos cofundadores do Arsenal Family and Children's Center.

McFarland retornou à Columbia para concluir um Ph.D. em desenvolvimento infantil em 1938. Ela então foi para Melbourne, onde foi diretora do Kindergarten Training College. Retornando aos Estados Unidos em 1941, ela lecionou no Mount Holyoke College como professora associada de Psicologia e dirigiu sua escola infantil. Durante esse tempo, McFarland percebeu a importância de dois conceitos que definiram muito de seu trabalho posterior – o papel da mulher no desenvolvimento infantil e a utilidade da brincadeira criativa na infância.
Em 1951, McFarland retornou a Pittsburgh e tornou-se professora associada na Universidade de Pittsburgh. Dois anos depois, ela cofundou o Arsenal Family and Children's Center com Benjamin Spock e Erik Erikson. O objetivo do centro era ensinar médicos e outros profissionais sobre o desenvolvimento infantil. Erikson passava um dia por semana no centro. "Ele falava comigo de uma maneira diferente de qualquer literatura psicanalítica", disse McFarland sobre Erikson. Erikson também elogiou McFarland, dizendo que ela "sabia mais do que qualquer pessoa neste mundo sobre famílias com crianças pequenas". McFarland foi diretora do Arsenal Center até 1971.
Com Spock, McFarland foi cofundadora do Departamento de Desenvolvimento e Cuidado Infantil na Escola de Medicina da Universidade de Pittsburgh. Este departamento mais tarde foi transferido para a Escola de Serviço Social da universidade. McFarland também era membro do Centro Psicanalítico de Pittsburgh. Embora não fosse uma psicanalista, ela foi convidada a lecionar lá devido à sua profunda compreensão das nuances das interações entre pais e filhos. Apesar de não ter publicado muitas obras acadêmicas, seu impacto principal veio de seu trabalho direto com famílias no Arsenal Center e de sua mentoria de estudantes.
Por meio de seu trabalho em psicologia e educação, McFarland desenvolveu ideias específicas sobre as melhores maneiras de ensinar crianças. Ela acreditava que um professor não ensinava exatamente uma atitude específica a um aluno, mas que a criança "captava" uma determinada atitude em relação a um assunto com base no entusiasmo e no comprometimento do professor com o material. Certa vez, quando um escultor foi visitar crianças pequenas no Arsenal Center, ela o instruiu a não ensinar as crianças a esculpir, mas sim a simplesmente "amar o barro na frente das crianças". Douglas Robert Nowicki, psicólogo clínico infantil e padre da Diocese Católica Romana de Pittsburgh, disse que McFarland considerava o amor a característica essencial de um professor bem-sucedido.

### Mister Rogers' Neighborhood

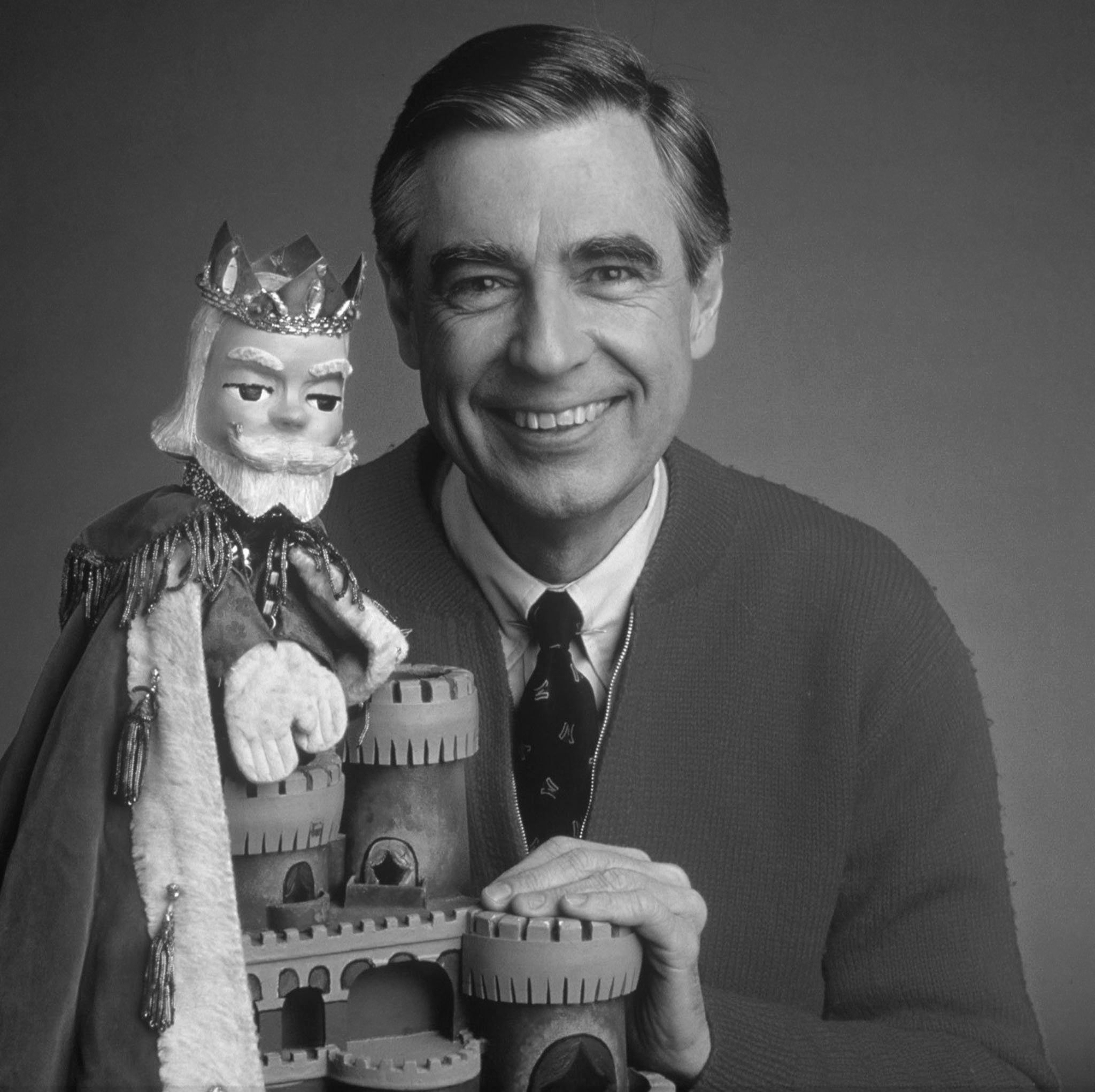
Fred Rogers em 1986

Na década de 1950, Fred Rogers começou a coapresentar e produzir The Children's Corner, um programa de televisão filmado em Pittsburgh, com Josie Carey. Nesse programa, Rogers era um marionetista, então ele próprio não apareceu na câmera. Durante esse tempo, ele se matriculou no Seminário Teológico de Pittsburgh com a intenção de utilizar sua formação religiosa para aprofundar seu trabalho na televisão com crianças. Ele estava fazendo um curso de aconselhamento no seminário, e McFarland supervisionou seu aconselhamento de uma criança como parte dessa aula. Depois que o curso de Rogers terminou, McFarland continuou a se encontrar com ele todas as semanas. Ela lhe disse que ele seria mais eficaz em um programa em que ele próprio aparecesse na câmera. Dessa forma, disse McFarland, Rogers seria capaz de ajudar as crianças a traçar distinções entre realidade e fantasia.
Em 1966, Rogers começou a trabalhar em Mister Rogers' Neighborhood, e McFarland se tornou a principal consultora do programa. Ela revisou os roteiros do programa até sua morte, frequentemente sugerindo melhorias no que Rogers havia criado. Ela também foi consultora da série de livros First Experience de Rogers e de sua série de vídeos sobre paternidade. Rogers lembrou que McFarland disse que "a base da criatividade era o desejo de preencher a lacuna entre o que é e o que poderia ser".
Com base em sua experiência em psicologia infantil, McFarland influenciou a apresentação do conteúdo na série Mister Rogers' Neighborhood. Por exemplo, Rogers fazia sua entrada no início de cada episódio, da esquerda para a direita da tela, porque McFarland disse que isso espelhava a maneira como os olhos de uma criança se moviam durante a leitura. Certa vez, Rogers estava se preparando para um episódio que ensinaria crianças sobre fogo, e McFarland lhe disse que os sonhos das crianças relacionados ao fogo estavam intimamente relacionados aos seus pensamentos sobre o controle de seus fluidos corporais. O episódio começava com um segmento sobre tipos comuns de fluxo de água, como água enchendo uma banheira, e então havia um pequeno e breve incêndio imaginário. Quando alguns pais ligaram para o programa e disseram que seus filhos estavam com algumas dificuldades urinárias, Rogers sentiu que McFarland havia lhe dado uma visão sobre a natureza do problema.
Rogers disse que McFarland era "tão voltada para os outros que, quando você estava na presença dela, se sentia importante". Ele se referiu a McFarland como "a maior influência na minha vida profissional". O livro de Rogers, "Mister Rogers Talks to Parents", é dedicado a McFarland. A série derivada, Daniel Tiger's Neighborhood, inclui uma personagem que leva o nome dela.

## Vida posterior e legado
McFarland foi diagnosticada com um distúrbio da medula óssea chamado mielofibrose na década de 1970 e, em 1987, já recebia transfusões de sangue. Apesar de já apresentar dificuldades de locomoção na época, ela ainda se reunia com Rogers semanalmente e mantinha discussões em sua casa com outros ex-alunos e profissionais de saúde mental. Com dois colegas, ela também analisava vídeos para um estudo sobre o desenvolvimento do ego na infância.
Durante uma entrevista em 1987, McFarland foi questionada sobre o maior problema para o desenvolvimento infantil naquela época, e ela disse que era a tendência de as crianças serem criadas principalmente em ambientes de grupo, como creches. McFarland acreditava que não havia substituto comparável para a mãe no processo de criação dos filhos e estava curiosa para aprender mais sobre os resultados negativos e positivos de tal educação. Apesar de seus fortes sentimentos sobre as contribuições das mulheres para a unidade familiar, ela disse que não era feminista. Ela sentia que as mulheres eram mais introspectivas do que os homens, o que lhes dava oportunidades de serem mais criativas, e disse que grupos como a National Organization for Women não reconheciam a singularidade das mulheres nesse aspecto.
Em 12 de setembro de 1988, McFarland faleceu no County Meadows Nursing Home, em South Fayette Township. Após sua morte, várias pessoas, incluindo a arteterapeuta Judith A. Rubin e a especialista em linguagem Ethel Tittnich, descreveram sua influência sobre elas. Rubin caracterizou McFarland como uma "catalisadora criativa" e "minha mãe profissional". Ela contribuiu para um Festschrift em reconhecimento ao trabalho de McFarland. Na epígrafe de um livro sobre linguagem infantil, Tittnich comparou McFarland a uma professora descrita em O Profeta, de Khalil Gibran, dizendo que McFarland conduzia os alunos "ao limiar de suas próprias mentes".
Em 2015, o Centro Fred Rogers para Aprendizagem Precoce e Mídia Infantil na Saint Vincent College iniciou um projeto com o objetivo de analisar as conversas gravadas entre Fred Rogers e Margaret McFarland. O projeto busca compreender e caracterizar o impacto que essas discussões tiveram no desenvolvimento do Mister Rogers' Neighborhood.